# Эрнесто Дурон, Ромуло
Ромуло Эрнесто Дурон и Гамеро (1865, Комагуэла, Гондурас — 1942, Тегусигальпа, Гондурас) — гондурасский юрист и политик, в дальнейшем также поэт, переводчик с английского на испанский, эссеист, профессор и историк.

## Биография
Ромуло Эрнесто Дурон и Гамеро, также известный как «Ромуло Э. Дурон» родился в городе Комагуэла 6 июля 1865 и умер 13 августа 1942 в столице Гондураса, городе Тегусигальпа.
Получил высшее образование в Центральном университете Гондураса (ныне UNAH), где он получил степень в области права. После обучения Ромуло был сначала назначен судьей первой инстанции, затем судьёй в Апелляционном суде Гондураса, а затем стал судьей Верховного суда Гондураса. Впоследствии был назначен деканом факультета права UNAH. В 1909 году он был возведен в звание ректора этого высшего образовательного учреждения.
В 1915 году он переехал в Вашингтон, округ Колумбия, США.

## Политическая жизнь
Ромуло Э. Дурон отличался либеральными взглядами. Он считается одним из основателей либеральной партии Гондураса.
В 1915 году он был назначен министром народного просвещения. Написал слова к песне «La Granadera».

## Публикации
- 1887. «Ensayos poéticos»
- 1893. «Crepusculares»
- 1896. «Honduras Literaria, Colección de escritos en verso y prosa», Tipografía Nacional, Tegucigalpa, D.C. Honduras. (1896)
- 1904. «La Provincia de Tegucigalpa bajo el gobierno de Mallol» (Narciso Mallol) Tegucigalpa, Honduras.
- 1905. «Pastorelas del Presbítero José Trinidad Reyes» Tegucigalpa, Honduras.
- 1906. «Hojas literarias» Tegucigalpa, Honduras.
- 1908. «La Campana del reloj» San José, Costa Rica.
- 1915. Biografía del Presbítero Francisco Antonio Márquez. Tegucigalpa, Honduras4 5
- 1902. «Gobernantes de Honduras» Tegucigalpa, Honduras.
- Biografía del Obispo «José Nicolás Irías» José Nicolás Irías Midence, Tegucigalpa, Honduras.6
- Biografía de Gonzalo Guardiola, Tegucigalpa, Honduras.7
- 1932. Biografía del Licenciado Juan Lindo. Tegucigalpa, Honduras. (Juan Nepomuceno Fernández Lindo y Zelaya.
- Biografía del General José Justo Milla Pineda, Tegucigalpa, Honduras8 (José Justo Milla. Edición de revista de la Sociedad de Geografía e Historia de Honduras. (1940).
- Biografía del Doctor Marco Aurelio Soto, Tegucigalpa, Honduras. Publicada en 1965.
- Biografía del Licenciado José Cecilio del Valle, Tegucigalpa, Honduras. Publicada en 1914.
- 1917. Traducciones de obras de: Lord Byron, Moore y de Allan Poe.
- 1917. «Floriana» Tegucigalpa, Honduras.
- 1927. «Bosquejo Histórico de Honduras» publicado por la Sociedad de Geografía e Historia de Honduras, San Pedro Sula, Cortés, Honduras.
- 1932. «Limites de Nicaragua» (investigación histórica) Tegucigalpa, Honduras.
- 1938. «Nicaragua ante el Laudo del rey de España» (investigación histórica) Tegucigalpa, Honduras.
- «Himno Nacional de Centroamérica»
- Himno «La Granadera» (Previo himno nacional de la república Honduras)